# باراجيت سكاي كار

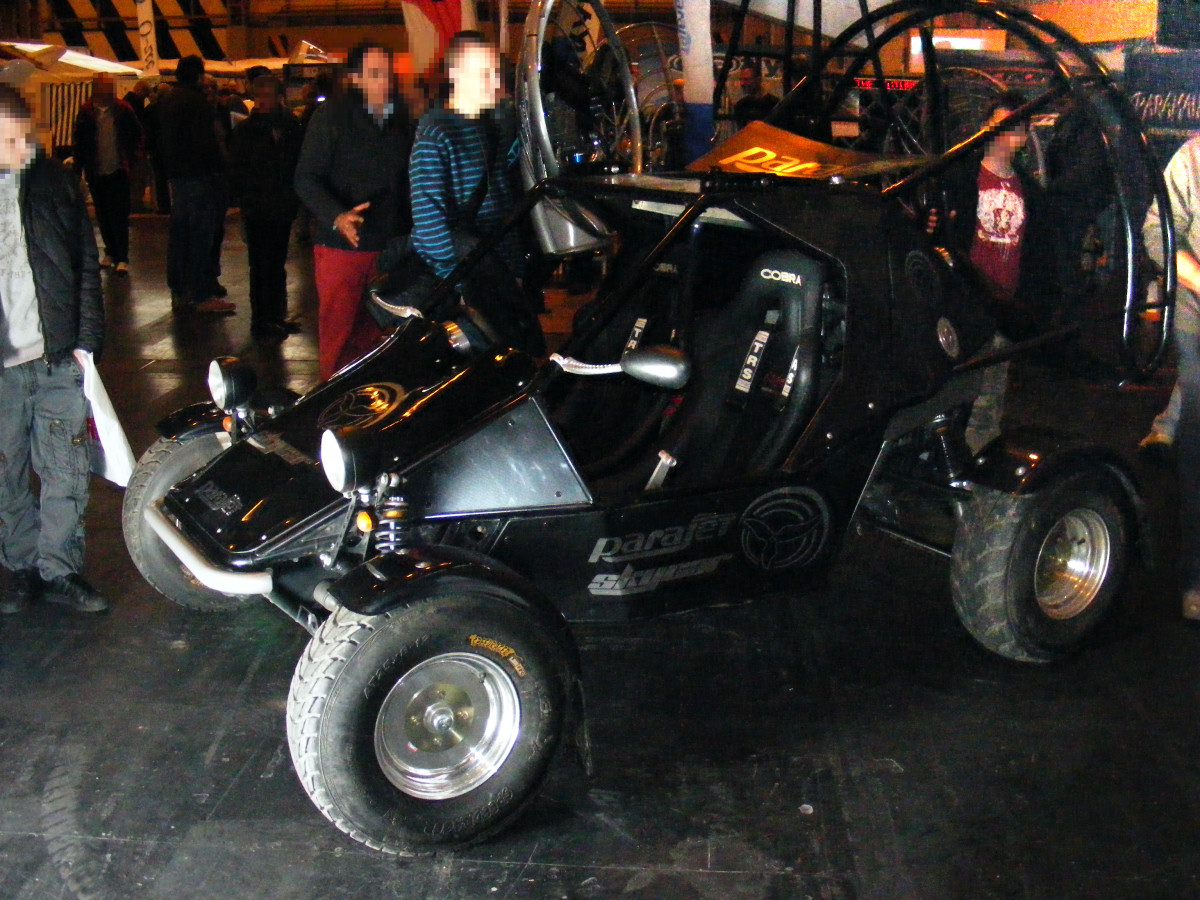
باراجيت سكاي كار أثناء عرضها بمعرض الطيران الرياضي والترفيهي (SPLASH) في برمنغهام (إنجلترا)، نوفمبر 2008.

الباراجيت سكاي كار (بالإنجليزية: Parajet Skycar)‏ هي نموذج لسيارة طائرة في طور الإنتاج، من تطوير شركة باراجيت أوتوموتورز البريطانية. الباراجيت سكاي كار هي عبارة عن باراموتور وجناح بارافويل (باراميليا باراوينج) ملحق بمركبة صالحة للإقلاع والتنقل على الطرقات. في حالة حدوث أي فشل كارثي في الجناح، أو في نظام توصيل السيارة، أو في حالة حدوث اصطدام أثناء الطيران، سيتم نشر مظلة الطوارئ الباليستية لانقاذ الوضع.
تحتاج السكاي كار في المجمل حوالي ثلاث دقائق لتحويلها بشكل كامل من سيارة إلى طائرة. يعمل النموذج الأولي للطائرة على وقود الديزل الحيوي، وهي بذلك قانونية بشكل كامل على الطرقات.

## بعثة سكاي كار لسنة 2009
تم بحلول 15 يناير 2009 إطلاق بعثة استكشافية بقيادة نيل لوغتون للتحليق وقيادة السكاي كار من لندن إلى تمبكتو. بعد أن فشلت هيئة الطيران المدني في منح التصاريح اللازمة في الوقت المحدد بسبب حدوث ارتباك حول كيفية تصنيف السكاي كار، قرر الفريق أن يبدأ تحليق سيارة سكاي كار من شمال فرنسا،  مع ذلك، لم يكن هذا ممكنا أيضا دون الحصول على إذن هيئة الطيران المدني، لذلك تمت قيادتها إلى جنوب إسبانيا. بعد سلسلة من البدايات الخاطئة، تمكن نيل لوغتون أخيرا في التحليق فوق مضيق جبل طارق بالرغم من الإتلاف الذي لحق بالسيارة عند هبوطها في المغرب. بعد الإصلاحات، تم اقتياد السيارة إلى موريتانيا، أين قام الفريق ببعض الرحلات القصيرة على متنها. على الرغم من أن السيارة كانت مصممة لشخصين، إلا أنها لم تتمكن من التحليق بنجاح مع أكثر من سائق واحد/ طيار. انتهى جزء البعثة المتعلق بالتحليق بواسطة السكاي كار في نهاية المطاف عندما اصطدم المخترع جيلو كاردوزو بشجرة صحراوية قليلة الخضرة بينما كانت السيارة الطائرة تحاول الإقلاع في رحلة ثالثة. بحلول 25 فبراير 2009 قدر الفريق أن البعثة قد استكملت بنجاح، على الرغم من أنها لم تغطي سوى جزء صغير من ال 9000 كلم التي حددت في وقت سابق، ليتم إعادت السكاي كار بعد ذلك إلى ويلتشاير (إنجلترا).
في انتظار بدء الإنتاج، استقبلت البارجيت طلبات من العامة الراغب بامتلاك سكاي كار مقابل حوالي 50 ألف جنيه إسترليني. بحيث يكون للعملاء الحق في طلب وحجز واحدة من أول 50 سيارة سكاي كار حتى قبا مغادرة خط الإنتاج، الذي كان مقزا في أواخر عام 2010.

## المواصفات

### مواصفات وضع الطيران[3]
- السرعة القصوى: 100 ميل في الساعة (160 كم في الساعة).
- السرعة الآمنة للطيران : 82 ميل في الساعة (132 كم في ساعة).
- مدى الطيران : 200 ميل (322 كم).
- سقف الخدمة : 1572 قدم (4572 م).
- سرعة الإقلاع : 37 ميل في الساعة (60 كم في ساعة).
- المسافة اللازمة للإقلاع : 340 قدم (150 م).

### مواصفات وضع السيارة
- الهيكل القاعدي: إطار خفيف أنبوبي البنية.
- التعليق : موجه عرضي مزدوج مستقل.
- المقاعد : 2 مقاعد.
- التسارع من الصفر إلى 100 كلم : 4.2 ثانية.
- علبة التروس : ناقل حركة متغير باستمرار (CVT).
- خزان الوقود : 35 لتر.
- المدى : 400 ميل (640 كم).